# Aaaaba
Aaaaba es un género de escarabajos de la familia Buprestidae.

## Especies
- Aaaaba nodosa (Deyrolle, 1865)
- Aaaaba fossicollis (Kerremans, 1903)